# Enoch Seeman

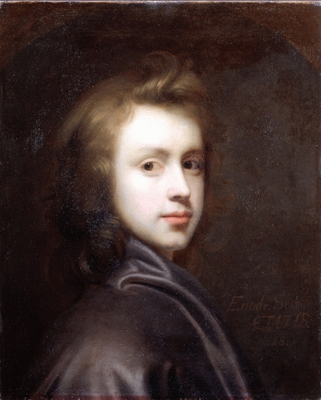
Selbstporträt um 1708

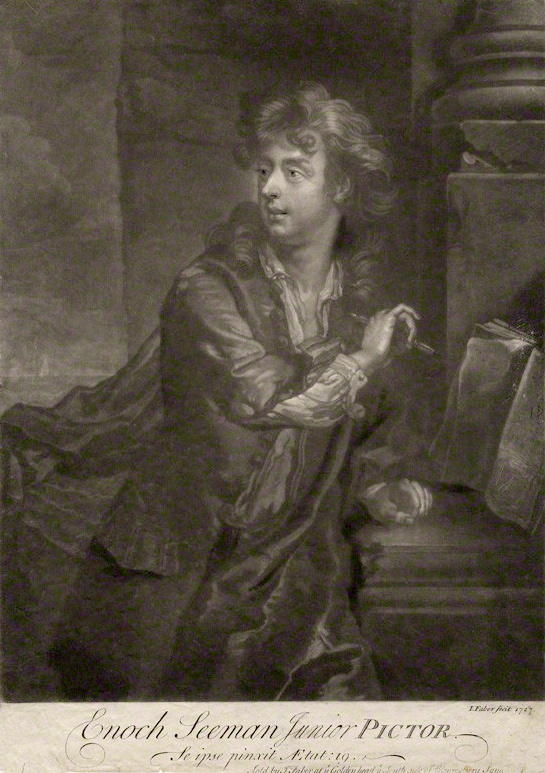
Enoch Seeman um 1727

Enoch Seeman (* um 1694 in Danzig; † 1744 oder 1745 in London) war ein Maler, der sich vor allem auf Porträts spezialisierte.

## Leben
Enoch Seeman war ein Sohn des gleichnamigen Malers Enoch Seeman sen., der um 1661 geboren wurde und flämischer Herkunft war. 1704 wurde er von seinem Vater nach London gebracht; 1708 malte er sein erstes Bild, das heute noch bekannt ist, eine Darstellung des Colonels Andrew Bisset und seiner Familie. Es befindet sich heute im Castle Forbes im schottischen Grampian. Ab 1717 wurde Seeman von der königlichen Familie gefördert. Er malte um 1730 ein lebensgroßes Porträt des Königs George I. in seiner Krönungsrobe und porträtierte einige Jahre später auch George II. Diese Bilder befinden sich im Middle Temple in London und im Windsor Castle in Berkshire. Weitere bekannte Porträts von Seemans Hand sind das Bildnis des Elihu Yale aus dem Jahr 1717, das heute im Metropolitan Museum in New York hängt, das Bildnis Sir James Dashwoods von 1838, ein Porträt Abraham Tuckers, das sich im Besitz der National Portrait Gallery in London befindet, und zwei Gemälde, die Daniel Cajanus zeigen. Eines davon befindet sich im Finnischen Nationalmuseum, das andere ist in Privatbesitz. Seeman wird auch ein Porträt Sir Isaac Newtons zugeschrieben. Neben eigenständigen Gemälden schuf er auch gute Kopien von Gemälden aus der Tudorzeit und dem 17. Jahrhundert. Werke Seemans sind in zahlreichen Museen und privaten Sammlungen vertreten.